# Playa Carvallo
Playa Carvallo: Playa de Valparaíso, que se encuentra en el área baja de Playa Ancha entre los paseos Rubén Darío y Carvallo, en la ruta hacia la playa Las Torpederas.
Es un espacio de arena gruesa flanqueado de rocas, con una vista panorámica imponente hacia el océano Pacífico abierto. 
Aún es frecuente que los visitantes de Valparaíso compartan en su espacio arenoso, o entre las rocas, ya que sólo es apta para baños de sol, pero no para la natación.
- Datos: Q6078326
- Multimedia: Playa Carvallo / Q6078326